# سویانا
سویانا (به اسپانیایی: Sullana) یک شهر در پرو است که در Sullana Province واقع شده‌است.

## خصوصیات
سویانا ۲۲۵٬۵۶۲ نفر جمعیت دارد.

## خواهرخوانده
شهرهای بیتوریا، آرلن (بلژیک) و هاوانا خواهرخوانده‌های سویانا هستند.